# KLF9
KLF9 (англ. Kruppel like factor 9) – білок, який кодується однойменним геном, розташованим у людей на короткому плечі 9-ї хромосоми. Довжина поліпептидного ланцюга білка становить 244 амінокислот, а молекулярна маса — 27 235.
| 10         |  | 20         |  | 30         |  | 40         |  | 50         |
| ---------- |  | ---------- |  | ---------- |  | ---------- |  | ---------- |
| MSAAAYMDFV |  | AAQCLVSISN |  | RAAVPEHGVA |  | PDAERLRLPE |  | REVTKEHGDP |
| GDTWKDYCTL |  | VTIAKSLLDL |  | NKYRPIQTPS |  | VCSDSLESPD |  | EDMGSDSDVT |
| TESGSSPSHS |  | PEERQDPGSA |  | PSPLSLLHPG |  | VAAKGKHASE |  | KRHKCPYSGC |
| GKVYGKSSHL |  | KAHYRVHTGE |  | RPFPCTWPDC |  | LKKFSRSDEL |  | TRHYRTHTGE |
| KQFRCPLCEK |  | RFMRSDHLTK |  | HARRHTEFHP |  | SMIKRSKKAL |  | ANAL       |

A: Аланін

C: Цистеїн

D: Аспарагінова кислота

E: Глутамінова кислота

F: Фенілаланін

G: Гліцин

H: Гістидин

I: Ізолейцин

K: Лізин

L: Лейцин

M: Метіонін

N: Аспарагін

P: Пролін

Q: Глутамін

R: Аргінін

S: Серин

T: Треонін

V: Валін

W: Триптофан

Кодований геном білок за функцією належить до фосфопротеїнів. 
Задіяний у таких біологічних процесах, як транскрипція, регуляція транскрипції, біологічні ритми. 
Білок має сайт для зв'язування з іонами металів, іоном цинку, ДНК. 
Локалізований у ядрі.